# Echites brevipedunculata
Echites brevipedunculata är en oleanderväxtart som beskrevs av H. Lippold. Echites brevipedunculata ingår i släktet Echites och familjen oleanderväxter. Inga underarter finns listade i Catalogue of Life.